# Shikomizue
Das Shikomizue (jap. 仕込み杖, dt. etwa: präparierter Gehstock) ist ein japanisches verstecktes Schwert, getarnt als Gehstock. Es wurde in der Meiji-Zeit von Regierungsbeamten verwendet.
Shikomizue ist eigentlich der Name der Halterung. Die Schwertklinge wird in eine gehstockgleiche Hülle geschoben (tsue), um sie zu verbergen. Diese Art der Halterung wurde fast ausschließlich in der Meiji-Zeit verwendet, während der das Tragen von Schwertern verboten war (Haitorei). Diese Halterungen sollten nicht mit den Shirasaya-Montierungen verwechselt werden, die unlackierte hölzerne Schwertscheiden für die Lagerung der Klingen waren. Diese Tarnung wurde meist von Samurai gewählt, die zwar nicht einverstanden mit dem Verbot des öffentlichen Schwerttragens waren, jedoch der Verhaftung entgehen wollten, welche diese Verletzung des Gesetzes mit sich gebracht hätte.